# Арашуков, Рауф Раулевич
Рауф Раулевич Арашуков (род. 23 июня 1986, Хабез, Ставропольский край) — российский политик, участник преступного сообщества, отбывающий пожизненный срок в колонии «Черный дельфин» в Соль-Илецке Оренбургской области.
Член Совета Федерации Федерального Собрания Российской Федерации от исполнительного органа государственной власти — правительства Карачаево-Черкесии с 18 сентября 2016 по 22 мая 2019. Самый молодой (18 лет) депутат за всю постсоветскую историю выборов на Ставрополье.
30 января 2019 года арестован судом по обвинению в особо тяжких преступлениях. 27 декабря 2022 года вместе со своим отцом Раулем был приговорён к пожизненному лишению свободы.

## Биография

### Происхождение
Рауф Раулевич Арашуков родился 23 июня 1986 года в ауле Хабез (Карачаево-Черкесская АО, Ставропольский край). По национальности черкес. Его отец — Рауль Туркбиевич Арашуков, крупный предприниматель в газовой отрасли, прошедший трудовой путь от инженера районного звена до директора филиала ООО «Межрегионгаз» в Карачаево-Черкесии. В 1985—1987 годах отец был дважды судим за экономические преступления — был осуждён в 1985 году за мошенничество, приведшее к хищению 4 тонн зерна, и приговорён к 2 годам лишения свободы условно, а также был осуждён в 1987 году за присвоение по подложным документам 5 тонн подсолнечника и приговорён к 2,5 годам лишения свободы в колонии общего режима.
В родном ауле Рауфа Арашукова Хабезе с населением около 6 тыс. человек одна из центральных улиц и мечеть названы в честь его деда Туркби Арашукова, а имя погибшего в результате несчастного случая брата Рауфа носит средняя школа. Кроме того, есть улица Назира Хапсирокова — односельчанина, сделавшего аппаратную карьеру в Москве, к 2019 году уже покойного (пресса называла его покровителем Арашуковых). Судимости Рауля Арашукова были погашены, а в 1994 году, после назначения Хапсирокова управляющим делами Генеральной прокуратуры, Рауль якобы при его содействии стал директором «Газпром межрегионгаза» в Ставропольском крае, и Арашуковы переехали в Ставрополь, где жили до 2008 года, хотя в 2005 году Хапсироков, уже будучи помощником руководителя администрации президента России, прервал дружеские отношения с Раулем Арашуковым.

### Начало деятельности
С 2002 по 2004 год Рауф Арашуков работал на разных должностях в ООО «Ставропольрегионгаз». В мае 2004 года в возрасте 17 лет, являясь заместителем начальника отдела в ООО «Ставропольская региональная компания по реализации газа», пошёл как самовыдвиженец на повторные выборы в Ставропольскую городскую думу четвёртого созыва по избирательному округу № 22. Повторные выборы были назначены в трёх округах, где 4 апреля 2004 года победил кандидат «против всех». 23 июня 2004 года, за 11 дней до выборов, Рауфу исполнилось 18 лет. На состоявшихся 4 июля выборах получил 1885 голосов (62,96 %) и был избран депутатом, опередив 6 других кандидатов, в том числе генерального директора ООО «Техбытснаб» Е. Григорьева. Стал самым молодым депутатом за всю постсоветскую историю выборов на Ставрополье. В 2004—2008 годах — депутат городской думы Ставрополя.
В 2007 году окончил Ставропольский государственный университет по специальности «юрист» (впоследствии его адвокат Анна Ставицкая опровергла слухи о 6 классах образования Рауфа Арашукова и подтвердила данные о высшем образовании доверителя).
Кандидат в мастера спорта России по вольной борьбе.

### В правительстве Карачаево-Черкесии (2008)
2 апреля 2008 года в 21 год указом президента Карачаево-Черкесии Мустафы Батдыева назначен республиканским министром труда и социального развития после отставки Руслана Асланукова, вследствие чего досрочно сложил депутатские полномочия.
В августе 2008 года президентом КЧР по предложению Дмитрия Медведева стал Борис Эбзеев. В октябре-ноябре 2008 года Арашуков занимал должность помощника президента Бориса Эбзеева. Указом президента Эбзеева от 6 октября 2008 года было сформировано новое республиканское правительство, в состав которого Арашуков не вошёл (исполняющим обязанности министра труда стал Мурат Тхакохов).

### Глава Хабезского района (2008—2010)
В 2008—2009 годах исполнял обязанности главы Хабезского муниципального района, а 1 марта 2009 года избран главой с результатом 98,50 % (баллотировался от регионального отделения партии «Единая Россия»).
Арашуков конфликтовал с молодёжной организацией «Адыгэ Хасе». Весной 2010 года её лидера Аслана Жукова убили, изначально подозреваемый Расул Аджиев назвал причиной спор из-за девушки, и в суде дело развалилось. Однако через шесть с половиной лет Аджиев явился с повинной и назвал заказчиком убийства Рауфа Арашукова, который, по его словам, действовал через мужа своей сестры, одного из руководителей «Ставропольгоргаза» Руслана Агоева (тот укрылся на территории ОАЭ и был объявлен в международный розыск). Той же весной был убит советник президента КЧР Фраль Шебзухов — по этому делу были задержаны Алик Татаркулов, Магомет Джубуев и Тимур Тулпаров. В организации убийства подозревался Назим Кушетеров (по состоянию на декабрь 2018 года все, кроме Тулпарова, находящегося в розыске, уже отбывали заключение сроком от 14 до 19 лет). На допросах они назвали заказчиком предпринимателя Рустама Копсергенова — он якобы действовал в интересах Рауфа Арашукова, желавшего предотвратить назначение Шебзухова на должность председателя правительства Карачаево-Черкесии. В 2017 году Копсергенов был взят под стражу.

### Народное собрание КЧР (2010—2011)
В октябре 2010 года Рауф Арашуков при поддержке «Единой России» избран депутатом Народного собрания Карачаево-Черкесской Республики четвёртого созыва, но 7 апреля 2011 года сложил полномочия досрочно.
В 2010—2011 годах — первый заместитель директора филиала ООО «Газпром межрегионгаз Пятигорск» в Карачаево-Черкесии.

### В правительстве Карачаево-Черкесии (2011—2012)
В марте 2011 года назначен первым заместителем председателя правительства Карачаево-Черкесской Республики Индриса Кябишева. Одновременно в октябре того же года возглавил Федеральное казённое учреждение «Управление федеральных автомобильных дорог на территории КЧР Федерального дорожного агентства». В 2012 году лидер абазинской молодёжи аула Псыж Амерби Хачуков написал письмо генпрокурору Юрию Чайке о том, что Рауф Арашуков давит на него с целью заставить молодёжь голосовать за людей Арашукова и угрожает в случае неповиновения убрать Хачукова, как ранее «убрал» мешавших ему Жукова и Шебзухова.

### Глава Хабезского района, депутат (2014—2016)
В 2014 году — вновь и. о. главы администрации Хабезского муниципального района. В феврале 2015 года стал главой администрации решением районного совета, сложил полномочия 4 августа 2015 года. 13 сентября 2015 года в ходе дополнительных выборов избран в районный Совет третьего созыва по одномандатному избирательному округу № 6.
8 сентября 2015 года правительство Карачаево-Черкесии возглавил Руслан Казаноков, с 28 августа исполнявший обязанности премьера, но ещё 3 сентября Рауф Арашуков опубликовал статью с критикой этого назначения, а 22 октября продолжил информационную атаку новой статьёй.

### В Совете Федерации

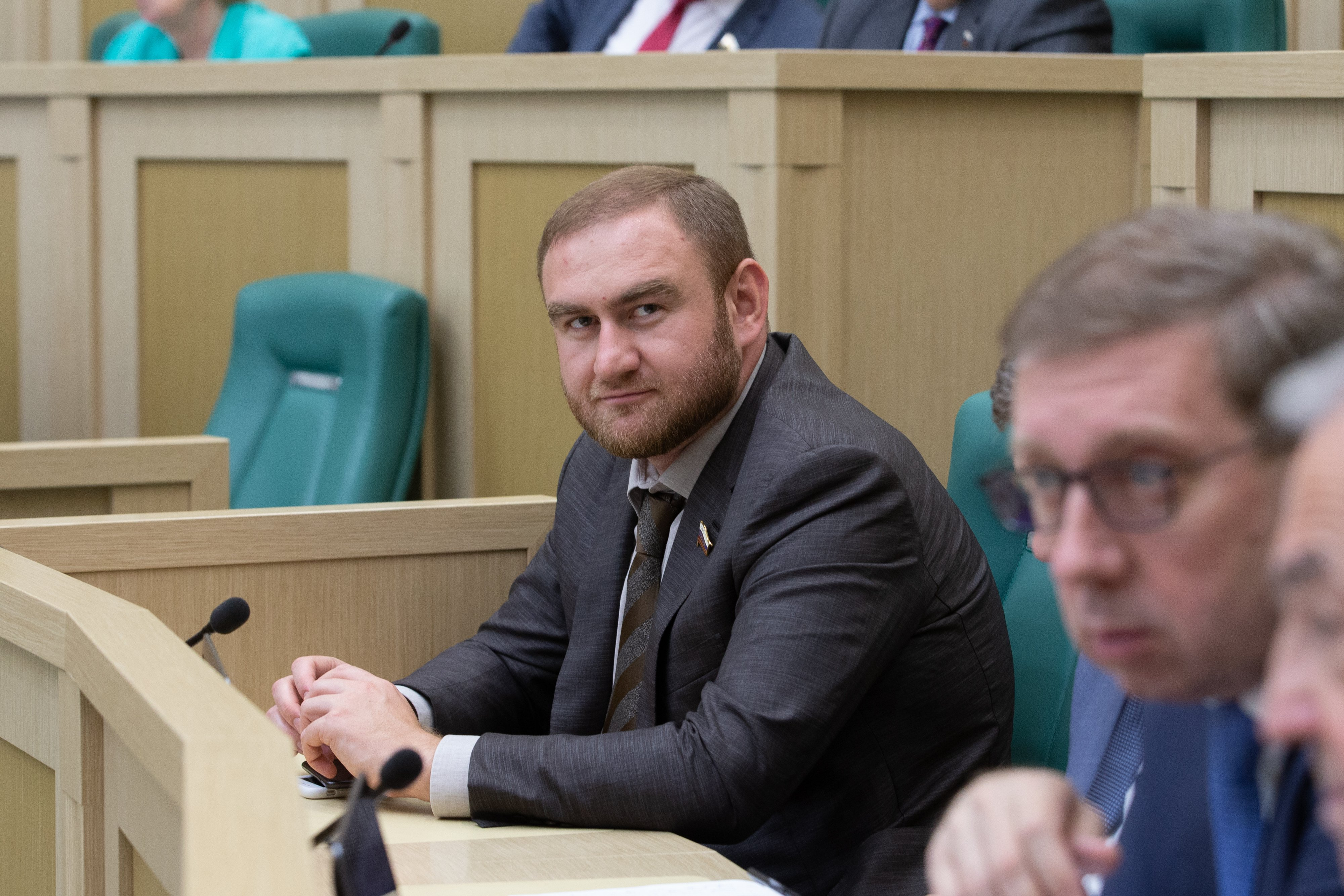
Рауф Арашуков в зале заседаний Совета Федерации 24 июля 2018 года.

18 сентября 2016 года Темрезов переизбран на новый срок и назначил своим представителем в Совете Федерации Рауфа Арашукова, который досрочно сменил Крыма Казанокова, наделённого полномочиями члена СФ лишь в феврале того же года. Арашуков вошёл в состав Комитета Совета Федерации по экономической политике.
По данным РБК, Арашуков в 31 год стал самым молодым членом Совета Федерации.
В составе делегации Совета Федерации РФ под руководством В. Матвиенко Арашуков принимал участие в официальном визите в Египет 4-5 марта 2017 года.
За всё время законодательной деятельности Арашуков, согласно сайту Системы обеспечения законодательной деятельности, стал соавтором единственного законопроекта: «О внесении изменений в статьи 284 и 427 части второй Налогового кодекса Российской Федерации».
Осенью 2017 года в прессе появились сообщения о наличии у Арашукова вида на жительство в Объединённых Арабских Эмиратах, что запрещено членам верхней палаты парламента. Однако проведённая Советом Федерации проверка эту информацию не подтвердила.
При этом в 2018 году в Арабских Эмиратах по заявлению депутата горсовета Черкесска Руслана Карданова было возбуждено уголовное дело на Арашукова по подозрению в фальсификации документов — по мнению прокуратуры ОАЭ, он исправил дату окончания действия своего вида на жительство с февраля 2017 на август 2016 года (вечером 24 октября 2018 года Арашуков и его охранники, по утверждению Карданова, избили его в Черкесске рядом с горотделом полиции).
7 февраля 2019 года при рассмотрении в Мосгорсуде апелляции на арест Арашукова прокурор заявил, что Арашуков был резидентом Объединённых Арабских Эмиратов и часто ездил за рубеж.

### Расследование
В декабре 2017 года Рустам Копсергенов рассказал на допросе, что Арашуков заплатил ему 500 тыс. рублей за организацию запугивания и избиения Шебзухова, аналогичные показания дал личный помощник Арашукова Альберт Чуков. В июне 2018 года следователи из Карачаево-Черкесии опросили сенатора, и тот обвинил Копсергенова в клевете (якобы бывший член СФ от КЧР Вячеслав Дерев заплатил ему за это 100 тыс. евро). По словам сестры Жукова Аллы Камбиевой, Дерев оказывал поддержку родственникам убитых, и уголовное дело против него было возбуждено благодаря связям Арашукова с силовиками.
Уже в середине 2018 года появились сведения о серьёзном конфликте интересов клана Арашуковых с главами Чечни Рамзаном Кадыровым и Дагестана Владимиром Васильевым как по линии долгов республик за газ, так и по линии кадровых назначений в сфере регионального управления. С приходом В. Васильева были уволены многие люди Арашуковых. Утверждают, что Арашуков с помощью силовиков попытался убрать с поста руководителя «Кавказ-Автодора» Руслана Лечхаджиева — родственника Кадырова. Многие аналитики ещё тогда предрекали падение Арашукова.
По сведениям источников РБК, у семьи Арашуковых начался конфликт с бывшим министром внутренних дел КЧР Казимиром Боташевым, в ведомстве которого накопились заявления от потерпевших по поводу захвата недвижимости и бизнеса. В 2017 году он возглавил Разведуправление Росгвардии и через заместителя директора Росгвардии генерала Ченчика обратился к полпреду президента России в СКФО Матовникову, который к тому времени также располагал материалами против Арашуковых. Матовников вместе с директором Росгвардии Виктором Золотовым передали документы начальнику Контрольного управления президента Дмитрию Шалькову, а тот предъявил их В. В. Путину.
5 сентября 2018 года родственники убитых в 2010 году лидера черкесского молодёжного движения Аслана Жукова и советника главы Карачаево-Черкесии Фраля Шебзухова пикетировали здание Управления Генпрокуратуры по Северо-Кавказскому федеральному округу в Пятигорске, требуя доведения расследования до конца и наказания всех виновных. В частности, они ссылались на показания задержанных участников указанных преступлений, называвших заказчиком Рауфа Арашукова. Эти обвинения поддержал председатель Совета старейшин черкесского народа Абу Банов и делегаты состоявшегося в эти же дни в Черкесске съезда черкесского народа.
В Карачаево-Черкесии среди тех, кто обвинял Арашуковых в преступлениях, сохранялись сомнения в возможности непредвзятого расследования, основанные на некоторых внешних признаках. В частности, Копсергенова после дачи им показаний пытались срочно доставить в ИВС Хабезского муниципального района, но родственники убитых, опасаясь, что там на него будет оказано давление, устроили ряд пикетов, привлекли внимание общественности к происходящему, и того отправили в другой изолятор временного содержания. В другом случае, помощник Рауфа Арашукова Гузер Хашукаев после допроса в здании Управления ФСБ по КЧР заявил о применении к нему пыток с целью принудить к оговору сенатора. В результате было возбуждено уголовное дело против сотрудника 2-го отдела Центра по противодействию экстремизму (Центра «Э») ГУ МВД России по СКФО Жилетежева, входившего в оперативную группу по расследованию убийств Шебзухова и Жукова (подробности Хашукаев рассказал в интервью телеканалу «Дождь» в ноябре 2018 года, когда Жилетежев находился в розыске по этому делу; родственники Хашукаева также обратились к председателю Следственного комитета Александру Бастрыкину с требованием провести беспристрастное расследование).
На этом фоне в сентябре 2018 года глава Следственного комитета России Бастрыкин забрал в Москву дела о заказных убийствах политиков в КЧР. «Передача этих важных дел на федеральный уровень необходима для наиболее полного и объективного расследования» — заявила тогда официальный представитель СКР С. Петренко.

### «Дело Арашуковых»

#### Задержание
30 января 2019 года Арашуков лишён неприкосновенности по ходатайству Генеральной прокуратуры России и задержан правоохранительными органами в здании Совета Федерации. По сообщению Следственного комитета России установлена его причастность к совершению особо тяжких преступлений.
Как заявила в телевизионном выступлении председатель Совета Федерации В. И. Матвиенко, Арашуков остаётся членом верхней палаты парламента, поскольку по закону его можно лишить этой должности только по его личному заявлению или по решению суда о его виновности в совершении преступления. К тому же, Генпрокуратура направила в СФ представление о лишении Арашукова неприкосновенности только утром 30 января, зачитал его с трибуны Совета Федерации генеральный прокурор РФ Юрий Чайка, в зале присутствовал также глава Следственного комитета РФ Александр Бастрыкин. По словам Матвиенко, Арашуков отказался от предоставленного ему права выступить на заседании Совфеда с объяснениями и возражениями, пытался выйти из зала заседаний, пока прокурор зачитывал представление о лишении его неприкосновенности, но по её требованию вернулся на место. После лишения неприкосновенности был прямо в зале заседаний задержан четырьмя силовиками в штатском.

#### Обвинения
В тот же день, 30 января, Арашукову предъявлено обвинение в совершении преступлений, предусмотренных ч.3 ст. 210 УК РФ (участие в преступном сообществе), ч.4 ст. 309 УК РФ (давление на свидетеля), ч.2 ст. 105 УК РФ (убийство). Вину Арашуков не признал. В тот же день арестован судом по обвинению в тяжких преступлениях сроком на 2 месяца.
СМИ распространили информацию о требовании Арашукова в ходе следственных действий после задержания предоставить ему переводчика ввиду недостаточного владения русским языком. Сенатор С. Калашников из экономического комитета после заявил, что Арашуков свободно говорит по-русски, а зампред комитета по конституционному законодательству А. Башкин не уверен, что сенатором может стать человек, не владеющий русским языком. Позднее адвокат Арашукова, Анна Ставицкая, заявила: «На самом деле Арашуков не просил предоставить переводчика, напротив, заявил следователю о том, что в переводчике не нуждается. (…) Переводчика навязал сам следователь!». Сказанное она подтвердила снимком протокола допроса.
Во время предварительного судебного слушания шутил, переговаривался с журналистами, на вопросы судьи отвечал сидя.
30 января 2019 года Рауль Туркбиевич Арашуков, отец Рауфа Арашукова был также задержан по обвинению в финансовых преступлениях. Ему вменяется создание организованного преступного сообщества (ст. 210 УК РФ) и особо крупное мошенничество (ч. 4 ст. 159 УК РФ). Согласно материалам следствия, Арашуков-старший организовал хищение природного газа ПАО «Газпром» более чем на 30 млрд рублей, но в заседании суда 31 января он не признал вину в совершении каких-либо преступлений.
Руслан Арашуков — двоюродный брат Рауфа — в июле 2016 года назначен генеральным директором ООО «Газпром межрегионгаз Майкоп» и АО «Газпром газораспределение Майкоп». За успехи в работе отмечен благодарностью ОАО «Газпром», почётными грамотами ООО «Газпром межрегионгаз» и ООО «Газпром межрегионгаз Пятигорск». С 28 августа 2018 г. генеральный директор ООО «Газпром межрегионгаз Астрахань». Задержан 30 января 2019 года в рамках уголовного дела по части 4 статьи 159 УК РФ и 210. По месту жительства и по месту работы подозреваемого прошли обыски.
Согласно открытым материалам Басманного суда, уголовное дело против Арашуковых возбуждено на основании рапорта начальника управления «К» Службы экономической безопасности ФСБ России Ивана Ткачёва. Как минимум один предполагаемый участник созданной по данным следствия в 2002 году преступной группы — Руслан Агоев — скрывается от правосудия, выдана санкция на его арест, поскольку его подозревают в причастности к одному заказному убийству.
В деле о хищении газа, помимо Арашуковых, фигурируют первый заместитель генерального директора АО «Газпром газораспределение Ставрополь» Николай Романов; гендиректор ООО «Газпром межрегионгаз Ставрополь» Игорь Травинов и директор его филиала Гузер Хашукоев. 1 февраля стало известно о новом фигуранте — исполнительном директоре АО «Ессентукигоргаз» Алане Кятове.
2 февраля 2019 года газета «Коммерсантъ» назвала одним из ключевых свидетелей обвинения по делу Рауфа Арашукова бывшего члена Совета Федерации от Карачаево-Черкесии Вячеслава Дерева, находившегося в предварительном заключении с марта 2018 года.
По заявлению защиты потерпевших — родственников убитых лидера молодёжного движения Адыгэ-Хасэ Жукова и помощника главы Карачаево-Черкесии Шебзухова, Арашуков может быть также замешан в заказных убийствах бывшего начальника СИЗО Черкесска Хасана Джанаева и охранника помощника главы администрации президента России Назира Хапсирокова — Али Афаунова. По данным портала Lenta.ru, следствие изучает возможность причастности Рауфа Арашукова к смерти Джанаева, поскольку тот ужесточал условия содержания арестованных людей Арашукова. Афаунов же сначала был начальником охраны Рауфа Арашукова, но затем перешёл к Назиру Хапсирокову. Когда тот после очередной ссоры запретил Афаунову подпускать к себе Рауля Арашукова, предположительно охранник грубо применил силу к старшему Арашукову, пытавшемуся встретить Хапсирокова в аэропорту Минеральные Воды, что Рауф мог воспринять как личное оскорбление.

#### Предварительное заключение
В ночь с 30 на 31 января 2019 года Рауф Арашуков доставлен в следственный изолятор «Лефортово» и размещён в одиночной карантинной камере, ему оставили только тюремную одежду. В разговоре с правозащитниками 4 февраля арестованный заявил, что к нему ещё ни разу не приходили адвокаты (предположительно, из-за нехватки адвокатских кабинетов в «Лефортово» существует очередь, и общение с адвокатами возможно только раз в две недели, вместо положенных двух раз в неделю, что по мнению сенатора недостаточно для выработки линии защиты). Ответственный секретарь Общественной наблюдательной комиссии (ОНК) Москвы Иван Мельников сообщил в этой связи, что его организация в очередной раз рекомендовала администрации СИЗО увеличить количество комнат для общения с адвокатами (по состоянию на момент разговора их было только три).
6 февраля 2019 года РБК сообщил о вызове в центральный аппарат Следственного комитета на допрос по делу Арашуковых четырёх сотрудников управлений силовых структур по Карачаево-Черкесии, в том числе начальника центра по противодействию экстремизму МВД Тимура Бетуганова, который занимался расследованием убийства Аслана Жукова (по словам сестры убитого, Аллы Камбиевой, Бетуганов поддерживал дружеские отношения с Арашуковым). Кроме того, источники РБК сообщили о вызове в Москву первого заместителя начальника управления СКР по Карачаево-Черкесии Казбека Булатова. Булатов, занимавший свою должность с 2007 года, заявил, что приятельствовал с Арашуковым «не вопреки интересам службы», но после беседы в СК написал рапорт об отставке, оставшись в штате Следственного комитета.
7 февраля Московский городской суд рассмотрел жалобу на арест Арашукова и оставил избранную меру пресечения без изменения. Подследственный участвовал в заседании по видеосвязи из Лефортовского СИЗО, сообщив, что после перевода из карантина содержится в одной камере с дагестанцем, осуждённым за терроризм. В ходе заседания Арашуков по-прежнему отрицал вину, а также заявил, что не знаком с исполнителем убийства Жукова Аджиевым и готов пройти детектор лжи.
В тот же день официальный представитель Следственного комитета Светлана Петренко заявила об отсутствии какой-либо связи между привлечением к ответственности бывшего сенатора от Карачаево-Черкесии Вячеслава Дерева и деятельностью Рауфа Арашукова.
12 февраля 2019 года Независимая газета сообщила о депутатском запросе председателя Комитета по делам семьи, женщин и детей Государственной думы Тамары Плетнёвой министру внутренних дел Владимиру Колокольцеву с требованием провести расследование причастности начальника полиции КЧР Ансара Боташева к покрывательству Арашуковых, а также выяснить причины отсутствия реакции МВД республики на избиение Рауфом Арашуковым депутата горсовета Черкесска Руслана Карданова.
21 февраля 2019 года пресса сообщила об отказе Гузера Хашукаева от показаний против Рустама Жилетежева о применении пыток (он заявил, что оговорил оперативника под давлением Рауфа Арашукова, что может составить ещё одно обвинение против сенатора).
26 февраля 2019 года официальный представитель Следственного комитета Светлана Петренко сообщила, что в рамках проверки на предмет наличия коррупционных связей с Рауфом Арашуковым проведены обыски у руководителей СК по Карачаево-Черкесии, в том числе у первого заместителя руководителя следственного управления СК по КЧР К. Булатова, заместителя руководителя управления СК А. Езаова, заместителя руководителя отдела по ОВД СУ СК Р. Кочкарова и следователя А. А. Филиппова, а также у заместителя министра — начальника полиции МВД Карачаево-Черкесской Республики А. Боташева, начальника Центра противодействия экстремизму МВД КЧР Т. Бетуганова, заместителя руководителя СУ СК России по Ставропольскому краю А. Шехмурзова и заместителя руководителя СУ СК России по Республике Дагестан М. Огузова. РБК в этот же день сообщил по сведениям от своих источников о проведении обысков по делу Арашуковых дома и на рабочем месте у бывшего премьер-министра Карачаево-Черкесии, начальника ФКУ «Налог-Сервис» по Северо-Кавказскому федеральному округу Руслана Казанокова.
12 марта 2019 года Басманный суд удовлетворил ходатайство следствия о временном отстранении Рауфа Арашукова от должности члена Совета Федерации и назначил ему ежемесячное пособие в размере прожиточного минимума.

#### Продление ареста
26 марта 2019 года судья Артур Карпов продлил арест Рауфа и Руслана Арашуковых, а также Алана Кятова на три месяца (следователь Андрей Горбарчук обосновал своё ходатайство в Басманный суд необходимостью проведения множества следственных мероприятий, а также комплексной психолого-психиатрической экспертизы всех фигурантов). Рауф Арашуков вновь заявил о своей невиновности и обвинил свидетелей в клевете, за которую им якобы заплатили 65 млн рублей.
8 апреля Московский городской суд подтвердил законность продления ареста Рауфа и Руслана Арашуковых, отклонив жалобу на решение Басманного суда.
15 апреля Мосгорсуд признал законным временное отстранение Рауфа Арашукова от должности сенатора.
23 апреля Басманный суд наложил обеспечительный арест на имущество и счета Рауфа Арашукова, а также других фигурантов дела.
24 апреля судья Басманного суда Наталия Дударь удовлетворила ходатайство следствия об избрании меры пресечения в виде заключения под стражу в отношении бывшего первого заместителя руководителя управления Следственного комитета по Карачаево-Черкесии Казбека Булатова и начальника центра противодействия экстремизму МВД по Карачаево-Черкесии Тимура Бетуганова, которые вместе со следователем по особо важным делам отдела управления Андреем Филипповым были задержаны 23 апреля. В рамках «дела Арашуковых» им предъявлено обвинение в превышении должностных полномочий с причинением тяжких последствий (п. «в» ч. 3 ст. 286 УК РФ).
27 июня 2019 года Басманный суд продлил арест Арашуковых на три месяца, до 30 сентября. При этом в ходе заседания Рауф Арашуков сообщил о проведении 11 июня очной ставки его с Вячеславом Деревым, в ходе которой последний обвинил Арашукова, на основании якобы их личного разговора, в убийстве Аслана Жукова из-за того, что тот плюнул на портрет Арашукова. Бывший сенатор назвал мотивировку вменяемого ему убийства фантастической.
25 сентября 2019 года Басманный суд удовлетворил ходатайство следствия о продлении ареста Рауфа и Рауля Арашуковых, а также первого замгендиректора «Газпром Газораспределение» Николая Романова до 30 декабря. Согласно тексту ходатайства, следствие продлено до 24 января 2020 года, и оснований для изменения меры пресечения нет. Защита Рауфа Арашукова заявила, что он по-прежнему отказывается признавать виновность в двух убийствах, защита Рауля Арашукова заявила, что по его делу нет потерпевшего, поскольку Газпром не обнаружил недостачи газа, а значит нет вообще никаких оснований для применения какой-либо меры пресечения. Согласно материалам слушания, переданным защитой Арашукова агентству РБК, тот назвал заказчиками уголовного дела против себя начальника разведки Росгвардии, бывшего министра внутренних дел Карачаево-Черкесии Казимира Боташева при содействии представителя президента Александра Матовникова на средства сына бывшего сенатора от КЧР Вячеслава Дерева — Эдуарда Дерева (по словам Арашукова, Боташев якобы заплатил Матовникову 5 млн долларов США, полученных от Деревых). Эдуард Дерев отверг обвинения и пообещал обратиться в суд за защитой от клеветы.
27 января 2020 года Московский городской суд продлил до 24 апреля арест Рауфа и Рауля Арашуковых, а также заместителя генерального директора «Газпром газораспределение» Николая Романова, ограничив этой датой и срок следствия по делу о хищении газа.
22 мая 2020 года Первый апелляционный суд Москвы отменил постановление Мосгорсуда о продлении ареста Рауфу Арашукову и другим обвиняемым по делу и отправил его в суд первой инстанции на новое рассмотрение в ином составе суда, оставив подследственных под стражей. Бывшему сенатору и его отцу Раулю уже предъявлено обвинение в окончательной редакции по статье 210 Уголовного кодекса «Создание организованной преступной группы или участие в ней» и в организации убийств.
3 июня 2020 года Мосгорсуд повторно продлил до 24 июля арест Арашуковых и трёх других фигурантов дела (бывшего заместителя гендиректора АО «Газпром газораспределение Ставрополь» Николая Романова, метролога филиала ООО «Газпром межрегионгаз Ставрополь» в Ессентуках Игоря Кайшева и заместителя гендиректора АО «Газпром газораспределение Ставрополь» Замира Борсова).
Мосгорсуд по ходатайству следствия продлил арест бывшему сенатору Рауфу Арашукову, его отцу Раулю и трем другим фигурантам дела об убийствах и участии в преступном сообществе до 24 октября.

#### Лишение мандата
22 мая 2019 года Арашуков лишён статуса сенатора голосованием Совета Федерации (153 члена СФ проголосовали за это решение). Основанием стала рекомендация Комиссии СФ по контролю за доходами от 14 мая, поскольку Арашуков представил декларацию о доходах за 2018 год только 15 апреля, хотя имел возможность сделать это в установленный срок до 1 апреля (по словам главы комиссии Юрия Воробьёва, Арашукову направлялись соответствующие материалы, и он беспрепятственно передавал свои ответы, но направил декларацию в Совфед только после запроса комиссии от 9 апреля). Адвокат Арашукова Анна Ставицкая заявила, что он не получил из Совета Федерации ответа на запрос о предоставлении справки о доходах, но в конце марта через администрацию СИЗО передал в СФ заполненный бланк со сведениями о доходах, который ему ранее передали адвокаты.

#### Завершение следствия
3 марта 2021 года Басманный суд частично удовлетворил ходатайство Следственного комитета об ограничении для Арашуковых сроков ознакомления с материалами уголовного дела, установив в качестве крайнего срока дату 19 марта 2021 года.
23 марта 2021 года Арашуков в СИЗО «Лефортово» закончил ознакомление со своим уголовным делом, которое насчитывает 300 томов (обвинение было сформулировано в июле 2020 года). В этот же день Следственный комитет передал дело в Генеральную прокуратуру для утверждения обвинительного заключения.
31 марта 2021 года официальный представитель Следственного комитета Светлана Петренко объявила о завершении следствия в отношении отца и сына Арашуковых, а также восьми бывших руководителей региональных организаций газовой отрасли. Участникам преступного сообщества предъявлены обвинения в хищении природного газа на сумму 3,8 млрд рублей и растрате 747 млн рублей, а Арашуковы также обвинялись в убийстве Аслана Жукова и Фраля Шебзухова, которые препятствовали их незаконной деятельности.

#### Судебные решения
22 июля 2021 года Басманный суд изъял у Арашуковых 72 объекта недвижимости и 14 автомобилей на общую сумму 1,3 млрд рублей, удовлетворив иск прокуратуры, поскольку расходы отца и сына за годы работы в государственных компаниях и во властных структурах многократно превысили их доход.
23 сентября 2022 года присяжные в Мосгорсуде признали Рауфа Арашукова виновным в создании ОПГ и организации двух убийств. Его отца — Рауля Арашукова признали виновным в мошенничестве.
5 декабря 2022 года государственное обвинение попросило суд назначить Рауфу и Раулю Арашуковым наказание в виде пожизненного заключения в колонии особого режима, а также штраф в размере 1 млн рублей каждому. 27 декабря 2022 года Рауф Арашуков и его отец Рауль были приговорены к пожизненному заключению.
7 августа 2023 года заседание первого апелляционного суда общей юрисдикции в связи с введением в дело новых защитников, которым нужно время для ознакомления с материалами, перенесли на сентябрь. В итоге апелляция была отклонена.
В 2023 году Рауф Арашуков был этапирован в ФКУ ИК-6 по Оренбургской области, более известную как «Черный дельфин», а Рауль — в ИК-6 по республике Мордовия, известную как Торбеевский централ.

### Публичная персона
Рауф Арашуков был близко знаком с многими публичными людьми — деятелями шоу-бизнеса, медиа, политиками, бизнесменами. Упоминались его отношения с Тиной Канделаки , Николаем Басковым, Филиппом Киркоровым. Они неоднократно бывали у него в поместьях, выступали на семейных праздниках. Тина Канделаки, например, писала о 27 исполнениях Басковым на бис песни «Шарманка».
После ареста сенатора большинство публичных персон заявило, что мало знакомы с ним. Киркоров указал, что они с Игорем Николаевым выступали у Арашукова бесплатно.
Анастасия Волочкова утверждает, что знакома с Рауфом Арашуковым только по организации благотворительных концертов. «Он и тогда умудрялся обмануть всю мою команду, заплатив в два раза меньше денег, чем мы просили. А цена вопроса была минимальная, только на команду, поскольку благотворительные концерты… ….Я таким могу характеристику дать, как олигархи из трущоб, мыльные пузыри», — отметила артистка.
Арашуков бывал в доме Рамзана Кадырова в качестве личного гостя. Кадыров также публично поздравлял его с юбилеями, отмечая как благотворителя и патриота Хабеза.
По сообщениям СМИ, в спа-отеле «Адиюх-Пэлас» у Арашуковых в Хабезе бывал председатель Следственного комитета России (СКР) Александр Бастрыкин, однако 5 февраля 2019 года официальный представитель СКР Светлана Петренко опровергла утверждения о личном знакомстве семьи Арашуковых с Бастрыкиным. По её словам, «во время отдыха летом 2018 года Бастрыкин по рекомендации коллег останавливался со своей семьёй на два дня в гостинице „Адиюх-Пэлас“ за собственные денежные средства, о чём имеются подтверждающие документы». Бастрыкин разместил в одной из социальных сетей фотографии, сделанные в этой поездке, при этом все его совместные фото с Рауфом Арашуковым, по утверждению Петренко, являются «грубым фотомонтажом».
Будучи приверженцами Ислама, семья Арашуковых, тем не менее, много жертвовала структурам Русской православной церкви.
В 2011 году в ауле Хабез на спонсорскую помощь благотворительного фонда Рауфа Арашукова при школе был открыт клуб бокса им. Р. Арашукова.
Р. Арашуков также долгое время спонсировал проведение ежегодного всероссийского турнира по футболу на призы Президента футбольного клуба «АРР» Рауфа Арашукова.

## Семья
Мать — Нелли Есковна Арашукова, 1966 г.р., по национальности абазинка. В семье было пять детей: старший сын — Рауф, младший сын — Назир — на 15 лет моложе. Дочери — Камилла, Ангелина и Минара. Сестра Камилла в августе 2006 года вышла замуж за карачаевца Османа Текеева из Карачаевска. Его отец — бизнесмен, мать — доцент университета. Брат Назир в марте 2017 года участвовал в любительском турнире MMA «VIP Fight Night» в Дубае.
Супруга — Аида Мухамедовна Арашукова. Владелица и креативный директор бренда «ARAIDA», специализирующегося на продвинутой женской мусульманской моде. Доход модного дизайнера Арашуковой за 2017 год составил 2 миллиона рублей. В продвижении модного бренда мусульманской женской одежды ей помогали многочисленные звёзды шоу-бизнеса — певица Зара, Светлана Бондарчук, певица Сати Казанова, Елена Летучая и другие.
С 2002 по 2010 год являлась генеральным директором ООО «АДИЮХ», занимавшемся гостиничным и ресторанным бизнесом в Карачаево-Черкесии (в управлении спа-отель «Адиюх-Пэлас» в Хабезе), в 2010 году бизнес передан в управление другому лицу. В феврале 2019 года адвокат Рауфа заявил в суде, что Аида нетрудоспособна.
У Рауфа и Аиды — трое несовершеннолетних детей.

## Собственность и доходы
Согласно декларации, доход Арашукова за 2016 год составил 1 647 444 рублей. Он владел 4 земельными участками, 3 жилыми участками и 2 автомобилями. В 2017 году его доход составлял 4 912 263 рублей.
6 февраля 2019 года появились сообщения, что подвергшаяся 31 января обыску квартира Арашукова площадью 260 м². в Петроградском районе Санкт-Петербурга с видом на Малую Невку, Вяземский сад и парковый ансамбль Каменного острова предположительно выставлена на продажу за 99 млн рублей.

## Награды
13 апреля 2015 года Арашуков получил премию «Меценат года. Год культуры — 2014», награды лауреатам вручил министр культуры РФ Владимир Мединский.